# Temnelytra abbreviata
Temnelytra abbreviata är en kackerlacksart som beskrevs av Johann Gottlieb Otto Tepper 1895. Temnelytra abbreviata ingår i släktet Temnelytra och familjen storkackerlackor. Inga underarter finns listade i Catalogue of Life.